# Elektroenergetyka – współczesność i rozwój
Elektroenergetyka - współczesność i rozwój – kwartalnik naukowo-techniczny dotyczący zagadnień z tematyki szeroko pojętej Elektroenergetyki. Periodyk wydawany jest przez PSE Operator S.A. Czasopismo zajmuje się głównie problemami wytwarzania i przesyłania energii elektrycznej. Skierowany jest zarówno do inżynierów i naukowców jak też studentów i pracowników technicznych firm i instytucji działających w Polskiej branży energetycznej.